# Bartel Leendert van der Waerden
Bartel Leendert van der Waerden (Amsterdam, 2 febbraio 1903 – Zurigo, 12 gennaio 1996) è stato un matematico olandese.

## Biografia
Algebrista, allievo di Emmy Noether a Gottinga, fu autore di uno dei primi manuali di algebra astratta nell'indirizzo moderno che oggi conosciamo, redatto sulla base del lavoro svolto da Emmy Noether, David Hilbert, Richard Dedekind ed Emil Artin. Collega di Werner Heisenberg, da questi fu stimolato ad approfondire alcuni aspetti matematici della meccanica quantistica. È stato inoltre un valido studioso di storia della scienza.
Tra il 1919 e il 1924, Van der Waerden studiò matematica e fisica all'Università di Amsterdam, dove ebbe come docenti H. de Vries, G. Mannoury e R. Weitzenbock. Nell'autunno del 1924 si recò a Gottinga in quanto vincitore di una Rockefeller grant, dove studiò per un anno con E. Noether, R. Courant e D. Hilbert. In questo periodo di studio, ebbe modo di conoscere i nuovi metodi della moderna algebra sviluppati da Noether and E. Artin e altri studiosi, che egli utilizzò come migliore fondamento per la sua tesi di dottorato incentrata sul calcolo di Schubert. Dopo aver conseguito il dottorato nel 1926, sotto direzione scientifica del matematico Hendrick de Vries, Van der Waerden divenne assistente ad Amburgo, e nel 1927 divenne Privatdozent in Gottinga. Un anno dopo accettò una cattedra a Groninga, dove scrisse il suo celebre trattato Modern Algebra. Alcuni anni dopo si trasferì a Lipsia, dove insegnò dal 1931 al 1944.

## Alcune opere
- Moderne Algebra, 2 voll., Julius Springer, Berlin, 1930-31.
- Die Gruppentheoretische Methode in der Quantenmechanik, Julius Springer, Berlin, 1932.